# Grupo simétrico afín

El teselado triangular regular del plano, cuyas simetrías están descritas por el grupo simétrico afín S̃_{3}.

Los grupos simétricos afines son una familia de estructuras matemáticas que describen las simetrías de la recta numérica y del teselado triangular regular del plano, así como de otros objetos de dimensiones superiores. Además de esta interpretación geométrica, los grupos simétricos afines pueden definirse de otras maneras: como colecciones de permutaciones (reordenamientos) de los enteros (..., −2, −1, 0, 1, 2, ...) que son periódicas en cierto sentido, o en términos puramente algebraicos como un grupo con ciertos generadores y relaciones. Estos grupos son objeto de estudio en combinatoria y teoría de representación.
Un grupo simétrico finito está formado por todas las permutaciones de un conjunto finito. Cada grupo simétrico afín es una extensión infinita de un grupo simétrico finito. Muchas propiedades combinatorias importantes de los grupos simétricos finitos pueden extenderse a los correspondientes grupos simétricos afines. Las estadísticas de permutaciones, como los descensos y las inversiones, pueden definirse en el caso afín. Al igual que en el caso finito, las definiciones combinatorias naturales de estas estadísticas también tienen una interpretación geométrica.
Los grupos simétricos afines están estrechamente relacionados con otros objetos matemáticos, incluyendo los patrones de malabarismo y ciertos grupos de reflexión complejos. Muchas de sus propiedades combinatorias y geométricas se extienden a la familia más amplia de los grupos de Coxeter afines.

## Definiciones
El grupo simétrico afín puede definirse de manera equivalente como un grupo abstracto mediante generadores y relaciones, o en términos de modelos geométricos y combinatorios.

### Definición algebraica

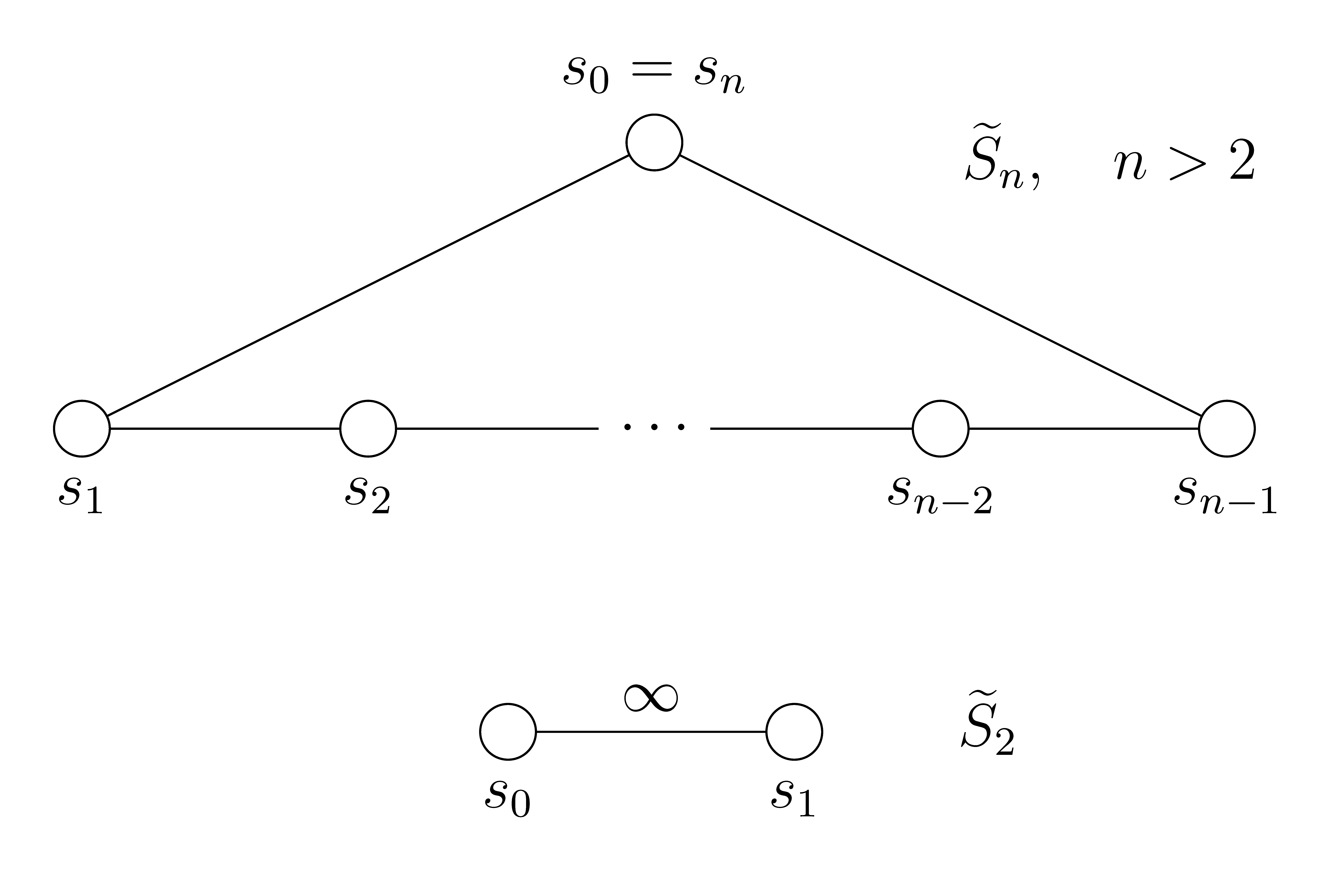
Diagramas de Dynkin para los grupos simétricos finitos con 2 y más de 2 generadores.

Una forma de definir grupos es mediante generadores y relaciones. En este tipo de definición, los generadores son un subconjunto de los elementos del grupo que, al combinarse, producen todos los demás elementos. Las relaciones son un sistema de ecuaciones que determinan cuándo dos combinaciones de generadores son iguales. De esta manera, el grupo simétrico afín {\displaystyle {\widetilde {S}}_{n}} está generado por un conjunto {\displaystyle s_{0},s_{1},\ldots ,s_{n-1}}de {\displaystyle n} elementos que satisfacen las siguientes relaciones cuando {\displaystyle n\geq 3}:
1. {\displaystyle s_{i}^{2}=1} (los generadores son involuciones).

1. {\displaystyle s_{i}s_{j}=s_{j}s_{i}} si {\displaystyle f} no es uno de {\displaystyle i-1,i,i+1}, lo que indica que para estos pares de generadores, la operación del grupo es conmutativa; y,

1. {\displaystyle s_{i}s_{i+1}s_{i}=s_{i+1}s_{i}s_{i+1}}

En las relaciones anteriores, los índices se toman módulo n, por lo que la tercera relación incluye el caso particular{\displaystyle s_{0}s_{n-1}s_{0}=s_{n-1}s_{0}s_{n-1}}. (Las segunda y tercera relaciones se conocen como grupo de trenzas).Cuando {\displaystyle n=2}, el grupo simétrico afín {\displaystyle {\widetilde {S}}_{2}}es el grupo diedral infinito, generado por dos elementos {\displaystyle s_{0},s_{1}} sujetos únicamente a las relaciones {\displaystyle s_{0}^{2}=s_{1}^{2}=1}.
Estas relaciones pueden reescribirse en la forma especial que define los grupos de Coxeter, por lo que los grupos simétricos afines son grupos de Coxeter, con los {\displaystyle s_{i}} como sus conjuntos de generadores de Coxeter. Cada grupo de Coxeter puede representarse mediante un diagrama de Coxeter–Dynkin, en el cual los vértices corresponden a los generadores y las aristas codifican las relaciones entre ellos. Para {\displaystyle n\geq 3}, el diagrama de Coxeter–Dynkin de {\displaystyle {\widetilde {S}}_{n}} es un ciclo de {\displaystyle n} vértices (las aristas representan relaciones entre pares de generadores consecutivos y la ausencia de una arista entre otros pares indica que conmutan). Por otro lado, para {\displaystyle n=2}, el diagrama consiste en dos nodos unidos por una arista etiquetada con {\displaystyle \infty }.

### Definición geométrica

Cuando, el espacio ' es un plano bidimensional y las reflexiones se realizan a lo largo de líneas. Los puntos de la red de raíces Λ están marcados con círculos.

En el espacio euclidiano {\displaystyle \mathbb {R} ^{n}}con coordenadas {\displaystyle (x_{1},\ldots ,x_{n})}, el conjunto {\displaystyle V} de puntos que cumplen {\displaystyle x_{1}+x_{2}+\cdots +x_{n}=0} forma un (hiper)plano, un subespacio de dimensión {\displaystyle (n-1)}. Para cada par de elementos distintos {\displaystyle i} y {\displaystyle j} de {\displaystyle \{1,\ldots ,n\}}y cada número entero {\displaystyle k}, el conjunto de puntos en {\displaystyle V} que satisface {\displaystyle x_{i}-x_{j}=k} forma un subespacio de dimensión (n − 2) dentro de {\displaystyle V}, y existe una única reflexión en {\displaystyle V} que fija este subespacio. Entonces, el grupo simétrico afín {\displaystyle {\widetilde {S}}_{n}} puede ser representado geométricamente como una colección de transformaciones de {\displaystyle V} en sí mismo, obtenidas como composiciones de estas reflexiones.
Dentro de {\displaystyle V}, el subconjunto de puntos con coordenadas enteras forma la red de raíces Λ. Este es el conjunto de todos los vectores enteros {\displaystyle (a_{1},\ldots ,a_{n})} tales que {\displaystyle a_{1}+\cdots +a_{n}=0}. Cada reflexión preserva esta red, y por lo tanto, la red es preservada por todo el grupo.
Los subespacios fijos de estas reflexiones dividen {\displaystyle V} en símplices congruentes, llamados alcobas. El caso cuando {\displaystyle n=3} se muestra en la figura; en este caso, la red de raíces es una red triangular, las líneas de reflexión dividen {\displaystyle V} en alcobas triangulares equiláteras, y las raíces son los centros de hexágonos no superpuestos formados por seis alcohes triangulares.

Reflexiones y alcobas para el grupo simétrico finitos. La alcoba fundamental está sombreada.

Para traducir entre las definiciones geométrica y algebraica, se fija una alcoba y se consideran los {\displaystyle n} hiperplanos que forman su frontera. Las reflexiones a través de estos hiperplanos de frontera pueden identificarse con los generadores de Coxeter. En particular, hay una única alcoba (la alcoba fundamental) formado por los puntos {\displaystyle (x_{1},\ldots ,x_{n})} tales que {\displaystyle x_{1}\geq x_{2}\geq \cdots \geq x_{n}\geq x_{1}-1}, el cual está limitado por los hiperplanos {\displaystyle x_{1}-x_{2}=0,} {\displaystyle x_{2}-x_{3}=0,} ... y {\displaystyle x_{1}-x_{n}=1,} como se ilustra en el caso {\displaystyle n=3}. Para {\displaystyle i=1,\ldots ,n-1}, se puede identificar la reflexión a través de {\displaystyle x_{i}-x_{i+1}=0} con el generador de Coxeter {\displaystyle s_{i}}, y también identificar la reflexión a través de {\displaystyle x_{1}-x_{n}=1} con el generador {\displaystyle s_{0}=s_{n}}.

### Definición combinatoria
Los elementos del grupo simétrico afín pueden representarse como un grupo de permutaciones periódicas de los números enteros. En particular, se dice que una función {\displaystyle u\colon \mathbb {Z} \to \mathbb {Z} } es una permutación afín si:
- es una biyección (cada número entero aparece como el valor de {\displaystyle u(x)} para exactamente un {\displaystyle x}).

- {\displaystyle u(x+n)=u(x)+n} para todo número entero {\displaystyle x} (equivarianza con respecto a traslaciones en {\displaystyle n}).

- {\displaystyle u(1)+u(2)+\cdots +u(n)=1+2+\cdots +n={\frac {n(n+1)}{2}}}, el {\displaystyle n}-ésimo número triangular.

Para toda permutación afín, y más generalmente para toda biyección equivariante bajo traslaciones, los números {\displaystyle u(1),\ldots ,u(n)} deben ser todos distintos módulo {\displaystyle n}. Una permutación afín queda determinada de manera única por su notación de ventana {\displaystyle [u(1),\ldots ,u(n)]}, ya que los demás valores de {\displaystyle u} pueden obtenerse desplazando estos valores. Por lo tanto, las permutaciones afines pueden identificarse con tuplas {\displaystyle [u(1),\ldots ,u(n)]} de números enteros que contienen un elemento de cada clase de congruencia módulo {\displaystyle n} y cuya suma es {\displaystyle 1+2+\cdots +n}.
Para la traslación entre las definiciones combinatoria y algebraica, para {\displaystyle i=1,\ldots ,n-1}, se puede identificar el generador de Coxeter {\displaystyle s_{i}} con la permutación afín que tiene una notación de ventana {\displaystyle [1,2,\ldots ,i-1,i+1,i,i+2,\ldots ,n]} y también identificar el generador {\displaystyle s_{0}=s_{n}} con la permutación afín {\displaystyle [0,2,3,\ldots ,n-2,n-1,n+1]}. Más generalmente, toda reflexión (es decir, un conjugado de uno de los generadores de Coxeter) puede describirse de manera única como sigue: para dos enteros distintos {\displaystyle i} y {\displaystyle j} en {\displaystyle \{1,\ldots ,n\}} y un número entero arbitrario {\displaystyle k}, mapea de {\displaystyle i} a {\displaystyle j} − {\displaystyle kn}, mapea de a {\displaystyle j} + {\displaystyle kn} y fija todos los valores que no sean congruentes con el {\displaystyle n} módulo de {\displaystyle j} o {\displaystyle i}.

### Representación como matrices

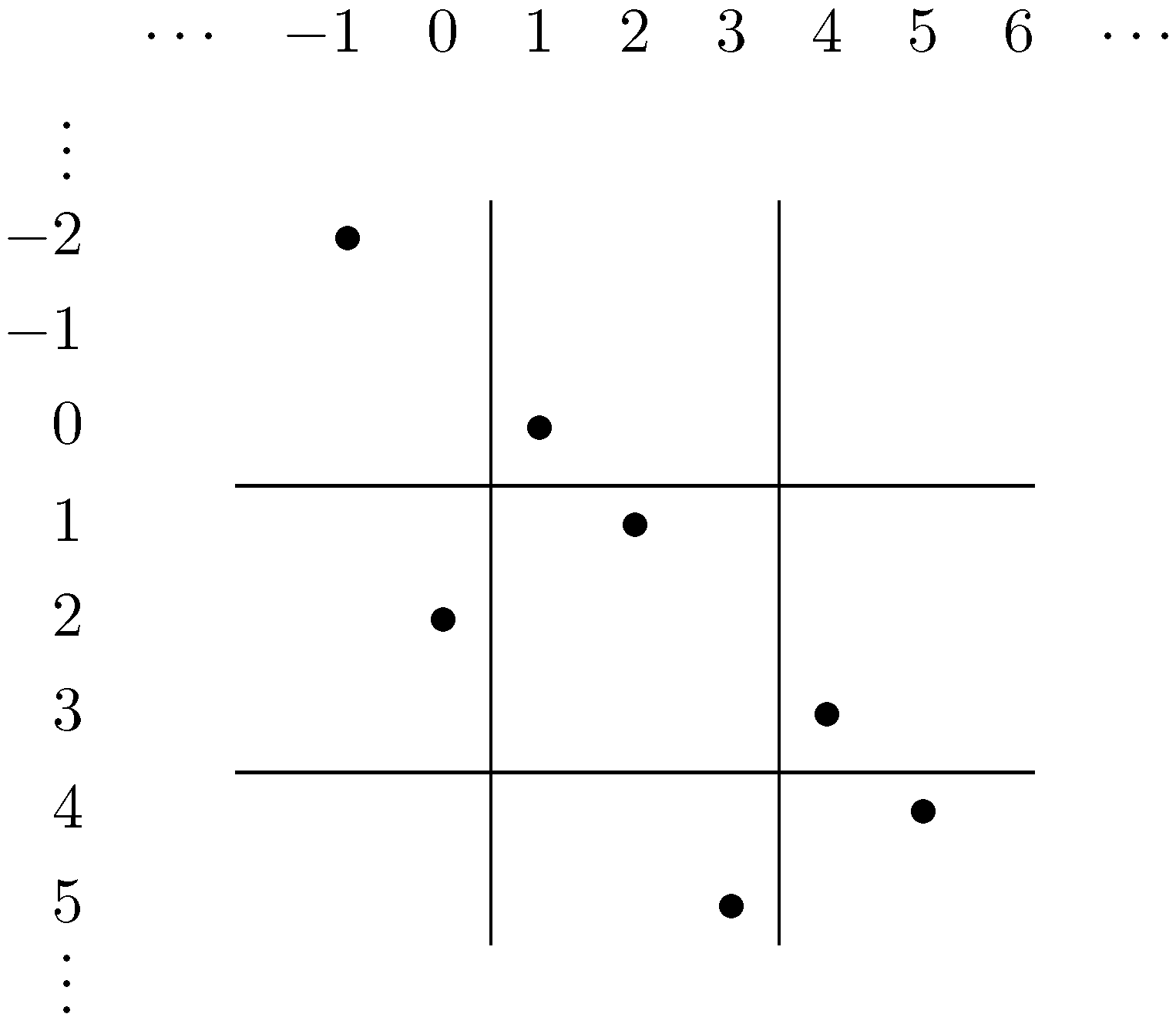
La representación matricial de la permutación afín [2, 0, 4], con la convención de que los 1s son reemplazados por • y los 0s se omiten. Se muestran las etiquetas de las filas y columnas.

Las permutaciones afines pueden representarse como matrices de permutación infinitas y periódicas. Si {\displaystyle u:\mathbb {Z} \to \mathbb {Z} } es una permutación afín, la matriz correspondiente tiene un 1 en la posición {\displaystyle (i,u(i))} en la rejilla infinita {\displaystyle \mathbb {Z} \times \mathbb {Z} } para cada número entero {\displaystyle i}, y todas las demás entradas son 0. Como {\displaystyle u} es una biyección, la matriz resultante contiene exactamente un 1 en cada fila y columna. La condición de periodicidad sobre {\displaystyle u} garantiza que la entrada en la posición {\displaystyle (a,b)} es igual a la entrada en la posición {\displaystyle (a+n,b+n)} para todo par de enteros {\displaystyle (a,b)}.
Por ejemplo, una porción de la matriz para la permutación afín {\displaystyle [2,0,4]\in {\widetilde {S}}_{3}} se muestra en la figura. En la fila 1, hay un 1 en la columna 2; en la fila 2, hay un 1 en la columna 0; y en la fila 3, hay un 1 en la columna 4. El resto de las entradas en esas filas y columnas son 0, y todas las demás entradas en la matriz quedan determinadas por la condición de periodicidad.

## Relación con el grupo simétrico finito
El grupo simétrico afín {\displaystyle {\widetilde {S}}_{n}} contiene al grupo simétrico finito {\displaystyle S_{n}} de permutaciones en {\displaystyle n} elementos tanto como un subgrupo como un grupo cociente. Estas conexiones permiten una traslación directa entre las definiciones combinatorias y geométricas del grupo simétrico afín.

### Como subgrupo
Existe una forma canónica de elegir un subgrupo de {\displaystyle {\widetilde {S}}_{n}} que sea isomorfo al grupo simétrico finito {\displaystyle S_{n}}. En términos de la definición algebraica, este es el subgrupo de {\displaystyle {\widetilde {S}}_{n}} generado por {\displaystyle s_{1},\ldots ,s_{n-1}} (excluyendo la reflexión simple {\displaystyle s_{0}=s_{n}}). Geométricamente, esto corresponde al subgrupo de transformaciones que fijan el origen, mientras que combinatoriamente corresponde a las notaciones de ventana para {\displaystyle \{u(1),\ldots ,u(n)\}=\{1,2,\ldots ,n\}} (es decir, en las que la notación de ventana es la notación de una línea de una permutación finita).
Si {\displaystyle u=[u(1),u(2),\ldots ,u(n)]} es la notación de ventana de un elemento de esta copia estándar de {\displaystyle S_{n}\subset {\widetilde {S}}_{n}}, su acción en el hiperplano {\displaystyle V} en {\displaystyle \mathbb {R} ^{n}} está dada por la permutación de coordenadas: {\displaystyle (x_{1},x_{2},\ldots ,x_{n})\cdot u=(x_{u(1)},x_{u(2)},\ldots ,x_{u(n)})}.  (En este artículo, la acción geométrica de permutaciones y permutaciones afines se considera a la derecha; por lo tanto, si {\displaystyle u} y {\displaystyle v} son dos permutaciones afines, la acción de {\displaystyle uv} sobre un punto se obtiene aplicando primero {\displaystyle u} y luego {\displaystyle v}).
También hay muchas copias no estándar de {\displaystyle S_{n}} contenidas en {\displaystyle {\widetilde {S}}_{n}}. Una construcción geométrica consiste en elegir cualquier punto {\displaystyle a} en {\displaystyle \Lambda } (es decir, un vector entero cuyas coordenadas suman 0); el subgrupo {\displaystyle ({\widetilde {S}}_{n})_{a}} de {\displaystyle {\widetilde {S}}_{n}} de isometrías que fijan {\displaystyle a} es isomorfo a {\displaystyle S_{n}}.

### Como cociente
Existe una aplicación sencilla (técnicamente, un homomorfismo de grupos sobreyectivos) {\displaystyle \pi } de {\displaystyle {\widetilde {S}}_{n}} sobre el grupo simétrico finito {\displaystyle S_{n}}. En términos de la definición combinatoria, una permutación afín puede mapearse a una permutación reduciendo las entradas de la notación de ventana módulo {\displaystyle n} a elementos del conjunto {\displaystyle \{1,2,\ldots ,n\}}, dejando así la notación de una línea de una permutación. En este artículo, la imagen {\displaystyle \pi (u)} de una permutación afín {\displaystyle u} se llama la permutación subyacente de {\displaystyle u}.
La aplicación {\displaystyle \pi } envía el generador de Coxeter {\displaystyle s_{0}=[0,2,3,4,\ldots ,n-2,n-1,n+1]} a la permutación cuya notación de una línea y notación de ciclos son, respectivamente, {\displaystyle [n,2,3,4,\ldots ,n-2,n-1,1]} y {\displaystyle (1\;n)}.
El kernel de {\displaystyle \pi } es, por definición, el conjunto de permutaciones afines cuya permutación subyacente es la identidad. Las notaciones de ventana de tales permutaciones afines son de la forma {\displaystyle [1-a_{1}\cdot n,2-a_{2}\cdot n,\ldots ,n-a_{n}\cdot n]}, donde {\displaystyle (a_{1},a_{2},\ldots ,a_{n})} es un vector de enteros tal que {\displaystyle a_{1}+a_{2}+\ldots +a_{n}=0}, es decir, donde {\displaystyle (a_{1},\ldots ,a_{n})\in \Lambda }. Geométricamente, este kernel consiste en las traslaciones, es decir, las isometrías que desplazan todo el espacio {\displaystyle V} sin rotarlo ni reflejarlo. Por abuso de notación, el símbolo {\displaystyle \Lambda } se usa en este artículo para los tres conjuntos siguientes: los vectores enteros en {\displaystyle V}, las permutaciones afines cuya permutación subyacente es la identidad y las traslaciones. En los tres contextos, la operación natural de grupo convierte a {\displaystyle \Lambda } en un grupo abeliano, generado libremente por los {\displaystyle n-1} vectores {\displaystyle \{(1,-1,0,\ldots ,0),(0,1,-1,\ldots ,0),\ldots ,(0,\ldots ,0,1,-1)\}}.

### Conexión entre las definiciones geométrica y combinatoria

Alcobas para etiquetadas por permutaciones afines. Una alcoba está etiquetada con la notación de ventana de una permutación si envía la alcoba fundamental (sombreada) a. Los números negativos se denotan con una barra superior.

El grupo simétrico afín {\displaystyle {\widetilde {S}}_{n}} tiene a {\displaystyle \Lambda } como un subgrupo normal y es isomorfo al producto semidirecto {\displaystyle {\widetilde {S}}_{n}\cong S_{n}\ltimes \Lambda }de este subgrupo con el grupo simétrico finito {\displaystyle S_{n}}, donde la acción de {\displaystyle S_{n}} sobre {\displaystyle \Lambda } es mediante permutación de coordenadas. En consecuencia, cada elemento {\displaystyle u} de {\displaystyle {\widetilde {S}}_{n}} tiene una realización única como un producto {\displaystyle u=r\cdot t}, donde {\displaystyle r} es una permutación en la copia estándar de {\displaystyle S_{n}} dentro de {\displaystyle {\widetilde {S}}_{n}} y {\displaystyle t} es una traslación en {\displaystyle \Lambda }.
Este punto de vista permite una traslación directa entre las definiciones combinatoria y geométrica de {\displaystyle {\widetilde {S}}_{n}}: si se escribe {\displaystyle [u(1),\ldots ,u(n)]=[r_{1}-a_{1}\cdot n,\ldots ,r_{n}-a_{n}\cdot n]} donde {\displaystyle r=[r_{1},\ldots ,r_{n}]=\pi (u)} y {\displaystyle (a_{1},a_{2},\ldots ,a_{n})\in \Lambda }, entonces la permutación afín {\displaystyle u} corresponde al movimiento rígido de {\displaystyle V} definido por{\displaystyle (x_{1},\ldots ,x_{n})\cdot u=\left(x_{r(1)}+a_{1},\ldots ,x_{r(n)}+a_{n}\right).}Además, como ocurre con todo grupo de Coxeter afín, el grupo simétrico afín actúa transitiva y libremente sobre el conjunto de alcobas: para cada par de alcobas, existe un único elemento del grupo que lleva una alcoba a la otra. Por lo tanto, al hacer una elección arbitraria de una alcoba {\displaystyle A_{0}}, se establece una correspondencia uno a uno entre el grupo y las alcobas: el elemento identidad corresponde a {\displaystyle A_{0}} y cada otro elemento del grupo {\displaystyle g} corresponde a la alcoba {\displaystyle A=A_{0}\cdot g}, que es la imagen de {\displaystyle A_{0}} bajo la acción de {\displaystyle g}.

### Ejemplo:

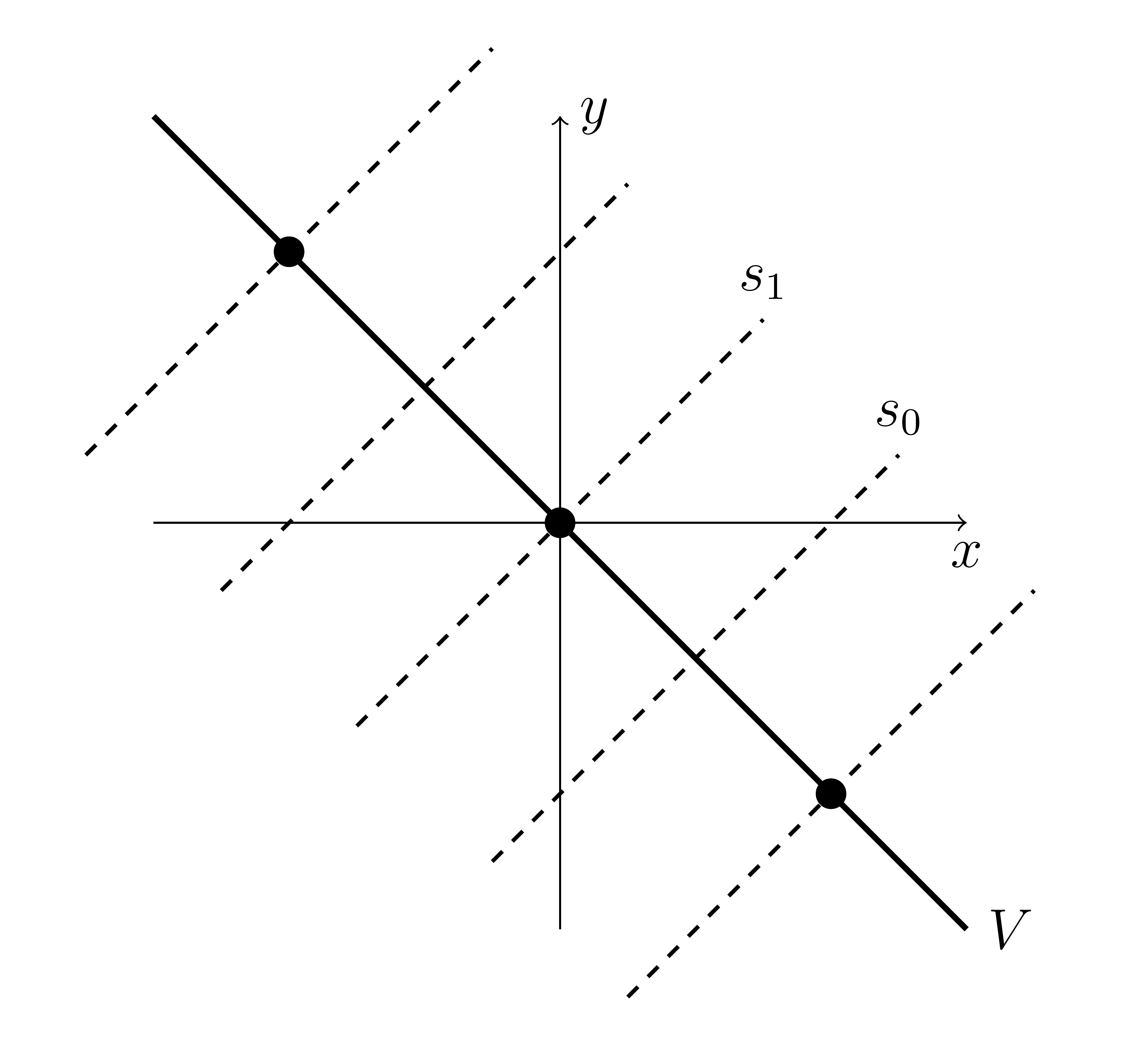
El grupo simétrico afín actúa sobre la línea en el plano euclidiano. Las reflexiones se realizan a través de las líneas punteadas. Se marcan los vectores de la retícula de raíces.

### Ejemplo:n=2{\displaystyle n=2}
Algebraicamente, {\displaystyle {\widetilde {S}}_{2}} es el grupo diedral infinito, generado por dos generadores {\displaystyle s_{0},s_{1}} sujetos a las relaciones {\displaystyle s_{0}^{2}=s_{1}^{2}=1}. Cualquier otro elemento del grupo se puede escribir como un producto alternante de copias de {\displaystyle s_{0}} y {\displaystyle s_{1}}.
Combinatoriamente, la permutación afín {\displaystyle s_{1}} tiene notación de ventana {\displaystyle [2,1]}, correspondiente a la biyección {\displaystyle 2k\mapsto 2k-1,2k-1\mapsto 2k} para cualquier número entero {\displaystyle k}. La permutación afín {\displaystyle s_{0}} tiene notación de ventana {\displaystyle [0,3]}, correspondiente a la biyección {\displaystyle 2k\mapsto 2k+1,2k+1\mapsto 2k} para cualquier número entero {\displaystyle k}. Otros elementos tienen las siguientes notaciones de ventana:
{\displaystyle {\begin{aligned}\overbrace {s_{0}s_{1}\cdots s_{0}s_{1}} ^{2k{\text{ factors}}}&=[1+2k,2-2k],\\[5pt]\overbrace {s_{1}s_{0}\cdots s_{1}s_{0}} ^{2k{\text{ factors}}}&=[1-2k,2+2k],\\[5pt]\overbrace {s_{0}s_{1}\cdots s_{0}} ^{2k+1{\text{ factors}}}&=[2+2k,1-2k],\\[5pt]\overbrace {s_{1}s_{0}\cdots s_{1}} ^{2k+1{\text{ factors}}}&=[2-2(k+1),1+2(k+1)].\end{aligned}}}
Geométricamente, el espacio {\displaystyle V} sobre el que actúa {\displaystyle {\widetilde {S}}_{2}} es una línea, con infinitas reflexiones equidistantes. Es natural identificar la línea {\displaystyle V} con la recta real {\displaystyle \mathbb {R} ^{1}}, {\displaystyle s_{0}} con la reflexión alrededor del punto 0, y {\displaystyle s_{1}} con la reflexión alrededor del punto 1. En este caso, la reflexión {\displaystyle (s_{0}s_{1})^{k}s_{0}} refleja a través del punto {\displaystyle -k} para cualquier número entero {\displaystyle k}, la composición {\displaystyle s_{0}s_{1}} traslada la línea en {\displaystyle -2}, y la composición {\displaystyle s_{1}s_{0}} traslada la línea en {\displaystyle 2}.

## Estadísticas de permutaciones y patrones de permutación
Muchas estadísticas de permutaciones y otras características de la combinatoria de permutaciones finitas pueden extenderse al caso afín.

### Descensos, longitud e inversiones
La longitud {\displaystyle \ell (g)} de un elemento {\displaystyle g} de un grupo de Coxeter {\displaystyle G} es el número más pequeño {\displaystyle k} tal que {\displaystyle g} se puede escribir como un producto {\displaystyle g=s_{i_{1}}\cdots s_{i_{k}}}de {\displaystyle k} generadores de Coxeter de {\displaystyle G}. Geométricamente, la longitud de un elemento {\displaystyle g} en {\displaystyle {\widetilde {S}}_{n}} es el número de hiperplanos de reflexión que separan {\displaystyle A_{0}} y {\displaystyle A_{0}\cdot g}, donde {\displaystyle A_{0}} es la alcoba fundamental (el simplex delimitado por los hiperplanos de reflexión de los generadores de Coxeter {\displaystyle s_{0},s_{1},\ldots ,s_{n-1}}). Combinatoriamente, la longitud de una permutación afín se codifica en términos de una noción apropiada de inversiones: para una permutación afín {\displaystyle u}, la longitud es:{\displaystyle \ell (u)=\#\left\{(i,j)\colon i\in \{1,\ldots ,n\},j\in \mathbb {Z} ,i<j,{\text{ and }}u(i)>u(j)\right\}.}Alternativamente, es el número de clases de equivalencia de pares {\displaystyle (i,j)\in \mathbb {Z} \times \mathbb {Z} } tales que {\displaystyle i<j} y {\displaystyle u(i)>u(j)} bajo la relación de equivalencia {\displaystyle (i,j)\equiv (i',j')} si {\displaystyle (i-i',j-j')=(kn,kn)} para algunos enteros {\displaystyle k}.
La función generadora de la longitud en {\displaystyle {\widetilde {S}}_{n}} es
{\displaystyle \sum _{g\in {\widetilde {S}}_{n}}q^{\ell (g)}={\frac {1-q^{n}}{(1-q)^{n}}}.}
De manera similar, existe un análogo afín de los descensos en permutaciones: una permutación afín {\displaystyle u} tiene un descenso en la posición {\displaystyle i} si {\displaystyle u(i)>u(i+1)}. (Por periodicidad, {\displaystyle u} tiene un descenso en la posición {\displaystyle i} si y solo si tiene un descenso en la posición {\displaystyle i+kn} para todos los enteros {\displaystyle k}). Algebraicamente, los descensos corresponden a los descensos por la derecha en el sentido de los grupos de Coxeter; es decir, {\displaystyle i} es un descenso de {\displaystyle u} si y solo si {\displaystyle \ell (u\cdot s_{i})<\ell (u)}. Los descensos por la izquierda (es decir, aquellos índices {\displaystyle i} tales que {\displaystyle \ell (s_{i}\cdot u)<\ell (u)}) son los descensos de la permutación afín inversa {\displaystyle u^{-1}}; de manera equivalente, son los valores {\displaystyle i} tales que {\displaystyle i} aparece antes que {\displaystyle i-1} en la secuencia {\displaystyle \ldots ,u(-2),u(-1),u(0),u(1),u(2),\ldots }. Geométricamente, {\displaystyle i} es un descenso de {\displaystyle u} si y solo si el hiperplano fijo de {\displaystyle s_{i}} separa las alcobas {\displaystyle A_{0}} y {\displaystyle A_{0}}·{\displaystyle u}.
Dado que solo hay un número finito de posibilidades para el número de descensos de una permutación afín, pero hay infinitas permutaciones afines, no es posible formar ingenuamente una función generadora para permutaciones afines según el número de descensos (un análogo afín de los polinomios eulerianos). Una posible solución es considerar los descensos afines (equivalentemente, descensos cíclicos) en el grupo simétrico finito {\displaystyle S_{n}}. Otra opción es considerar simultáneamente la longitud y el número de descensos de una permutación afín. La función generadora multivariada para estas estadísticas sobre {\displaystyle {\widetilde {S}}_{n}}, simultáneamente para todo {\displaystyle n}, es
{\displaystyle \sum _{n\geq 1}{\frac {x^{n}}{1-q^{n}}}\sum _{w\in {\widetilde {S}}_{n}}t^{\operatorname {des} (w)}q^{\ell (w)}=\left[{\frac {x\cdot {\frac {\partial }{\partial {x}}}\log(\exp(x;q))}{1-t\exp(x;q)}}\right]_{x\mapsto x{\frac {1-t}{1-q}}}}
donde {\displaystyle des(w)} es el número de descensos de la permutación afín {\displaystyle w} y {\displaystyle \exp(x;q)=\sum _{n\geq 0}{\frac {x^{n}(1-q)^{n}}{(1-q)(1-q^{2})\cdots (1-q^{n})}}}
es la función {\displaystyle q}-exponencial.

### Tipo de ciclo y longitud de reflexión
Cualquier biyección {\displaystyle u:\mathbb {Z} \to \mathbb {Z} } divide los enteros en una lista (posiblemente infinita) de ciclos (posiblemente infinitos): para cada entero {\displaystyle i}, el ciclo que contiene a {\displaystyle i} es la secuencia {\displaystyle (\ldots ,u^{-2}(i),u^{-1}(i),i,u(i),u^{2}(i),\ldots )} donde la exponenciación representa la composición funcional. Para una permutación afín {\displaystyle u}, las siguientes condiciones son equivalentes: todos los ciclos de {\displaystyle u} son finitos, {\displaystyle u} tiene orden finito y la acción geométrica de {\displaystyle u} sobre el espacio {\displaystyle V} tiene al menos un punto fijo.
La longitud de reflexión {\displaystyle \ell _{R}(u)} de un elemento {\displaystyle u} de {\displaystyle {\widetilde {S}}_{n}} es el número mínimo {\displaystyle k} tal que existen reflexiones {\displaystyle r_{1},\ldots ,r_{k}} tales que {\displaystyle u=r_{1}\cdots r_{k}} (En los grupos simétricos, las reflexiones son transposiciones y la longitud de reflexión de una permutación {\displaystyle u} es {\displaystyle n-c(u)}, donde {\displaystyle c(u)} es el número de ciclos de {\displaystyle u}). En (Lewis et al., 2019) se demostró la siguiente fórmula para la longitud de reflexión de una permutación afín {\displaystyle u}:
1. Para cada ciclo de {\displaystyle u}, se define su peso como el entero {\displaystyle k} tal que las entradas consecutivas congruentes módulo {\displaystyle n} difieren exactamente en {\displaystyle kn}.[Nota 3]
2. Se forma una tupla de pesos de ciclo de {\displaystyle u} (contando solo una vez las traslaciones de un mismo ciclo por múltiplos de {\displaystyle n}).
3. Se define la nulidad {\displaystyle \nu (u)} como el tamaño del conjunto de partición más pequeño de esta tupla, de modo que la suma de cada parte sea 0.[Nota 4]

Entonces, la longitud de reflexión de {\displaystyle u} es {\displaystyle \ell _{R}(u)=n-2\nu (u)+c(\pi (u)),}donde {\displaystyle \pi (u)} es la permutación subyacente de {\displaystyle u}.
Para cada permutación afín {\displaystyle u}, existe una elección de subgrupo {\displaystyle W} de {\displaystyle {\widetilde {S}}_{n}} tal que {\displaystyle W\cong S_{n}}, {\displaystyle {\widetilde {S}}_{n}=W\ltimes \Lambda }, y para la forma estándar {\displaystyle u=w\cdot t} inducida por este producto semidirecto, las longitudes de reflexión son aditivas, es decir, {\displaystyle \ell _{R}(u)=\ell _{R}(w)+\ell _{R}(t)}.

### Elementos completamente conmutativos y evitación de patrones
Una palabra reducida de un elemento {\displaystyle g} de un grupo de Coxeter es una tupla {\displaystyle (s_{i_{1}},\ldots ,s_{i_{\ell (g)}})} de generadores de Coxeter de longitud mínima tal que {\displaystyle g=s_{i_{1}}\cdots s_{i_{\ell (g)}}}. El elemento {\displaystyle g} se llama completamente conmutativo si cualquier palabra reducida puede transformarse en cualquier otra intercambiando secuencialmente pares de factores que conmutan. Por ejemplo, en el grupo simétrico finito {\displaystyle S_{4}}, el elemento {\displaystyle 2143=(12)(34)} es completamente conmutativo, ya que sus dos palabras reducidas {\displaystyle (s_{1},s_{3})} y {\displaystyle (s_{3},s_{1})} se conectan intercambiando factores que conmutan. Sin embargo, {\displaystyle 4132=(142)(3)} no es completamente conmutativo porque no es posible alcanzar la palabra reducida {\displaystyle (s_{3},s_{2},s_{3},s_{1})}, empezando por la palabra reducida en {\displaystyle (s_{2},s_{3},s_{2},s_{1})} mediante conmutaciones.
Billey, Jockusch y Stanley (1993) demostraron que en el grupo simétrico finito {\displaystyle S_{n}}, una permutación es completamente conmutativa si y solo si evita el patrón de permutación 321, es decir, si su notación en una línea no contiene ninguna subsecuencia decreciente de tres términos. (Green, 2002) extendió este resultado a las permutaciones afines: una permutación afín {\displaystyle u} es completamente conmutativa si y solo si no existen enteros {\displaystyle i<j<k} tales que {\displaystyle u(i)>u(j)>u(k)}.
El número de permutaciones afines que evitan un único patrón {\displaystyle p} es finito si y solo si {\displaystyle p} evita el patrón 321, por lo que, en particular, existen infinitas permutaciones afines completamente conmutativas. Estas fueron enumeradas por longitud en (Hanusa y Jones, 2010).

## Subgrupos parabólicos y otras estructuras
Los subgrupos parabólicos de {\displaystyle {\widetilde {S}}_{n}} y sus representantes de clases laterales ofrecen una estructura combinatoria rica. Otros aspectos de los grupos simétricos afines, como su orden de Bruhat y su teoría de representaciones, también pueden comprenderse mediante modelos combinatorios.

#### Subgrupos parabólicos y representantes de clases laterales

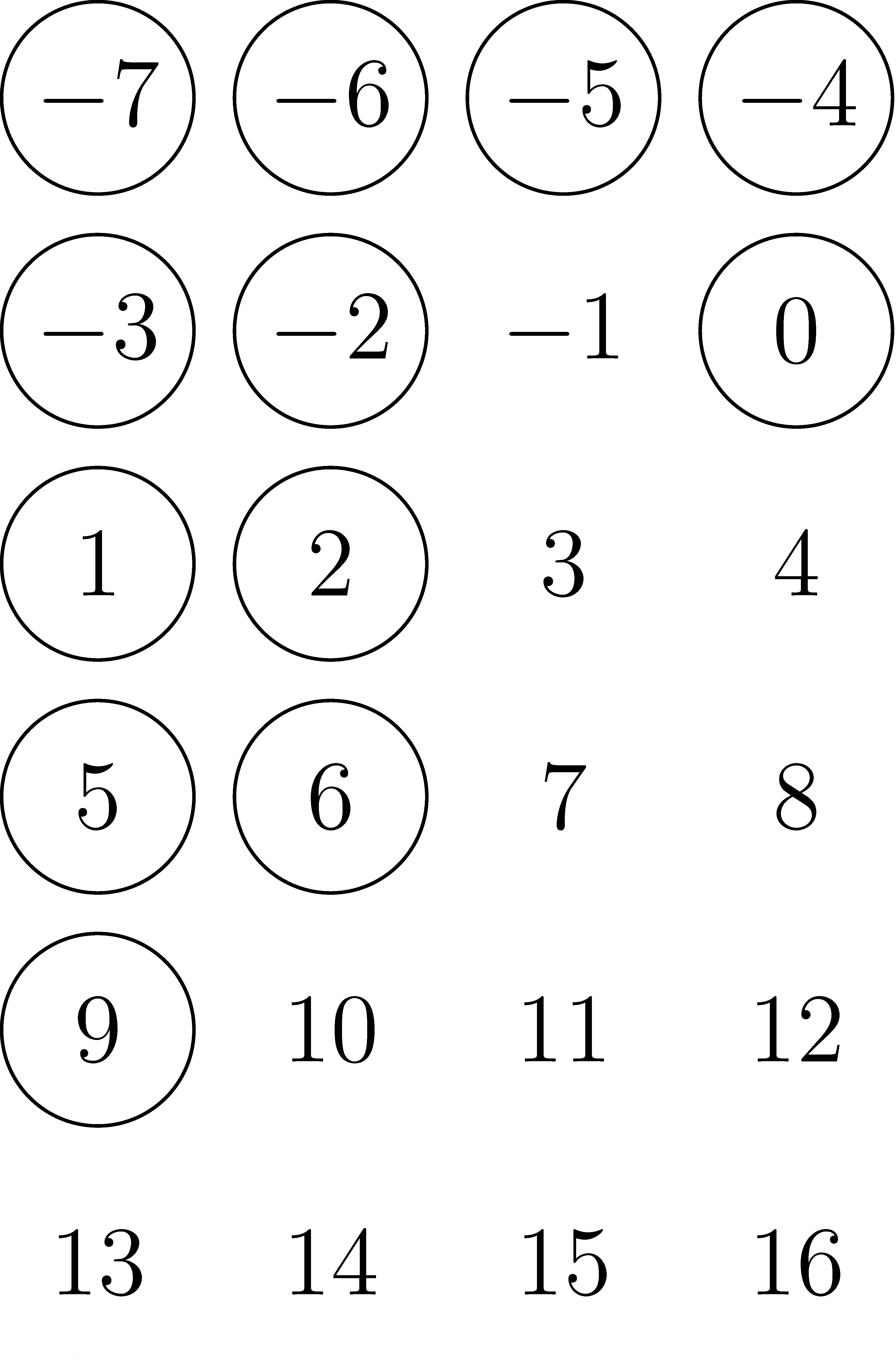
Diagrama de ábaco de la permutación afín [−5, 0, 6, 9].

Un subgrupo parabólico estándar de un grupo de Coxeter es un subgrupo generado por un subconjunto de su conjunto generador de Coxeter. Los subgrupos parabólicos maximales son aquellos que provienen de omitir un único generador de Coxeter. En {\displaystyle {\widetilde {S}}_{n}}, todos los subgrupos parabólicos maximales son isomorfos al grupo simétrico finito {\displaystyle S_{n}}. El subgrupo generado por el subconjunto {\displaystyle \{s_{0},\ldots ,s_{n-1}\}\smallsetminus \{s_{i}\}} consiste en aquellas permutaciones afines que estabilizan el intervalo {\displaystyle [i+1,i+n]}, es decir, aquellas que asignan cada elemento de este intervalo a otro dentro del mismo intervalo.
Para un elemento fijo {\displaystyle i} de {\displaystyle \{0,\ldots ,n-1\}}, sea {\displaystyle J=\{s_{0},\ldots ,s_{n-1}\}\smallsetminus \{s_{i}\}} el subconjunto maximal propio de generadores de Coxeter omitiendo {\displaystyle s_{i}}, y sea {\displaystyle ({\widetilde {S}}_{n})_{J}} denotando el subgrupo parabólico generado por {\displaystyle J}. Cada clase lateral {\displaystyle g\cdot ({\widetilde {S}}_{n})_{J}} tiene un único elemento de longitud mínima. La colección de tales representantes, denotada {\displaystyle ({\widetilde {S}}_{n})^{J}}, consiste en las siguientes permutaciones afines:{\displaystyle ({\widetilde {S}}_{n})^{J}=\left\{u\in {\widetilde {S}}_{n}\colon u(i-n+1)<u(i-n+2)<\cdots <u(i-1)<u(i)\right\}.}
En el caso particular en que {\displaystyle J=\{s_{1},\ldots ,s_{n-1}\}}, de modo que {\displaystyle ({\widetilde {S}}_{n})_{J}\cong S_{n}} es la copia estándar de {\displaystyle S_{n}} dentro de {\displaystyle {\widetilde {S}}_{n}}, los elementos de {\displaystyle ({\widetilde {S}}_{n})^{J}\cong {\widetilde {S}}_{n}/S_{n}} pueden representarse naturalmente mediante diagramas de ábaco: Los enteros se organizan en una tira infinita de ancho {\displaystyle n}, aumentando secuencialmente a lo largo de las filas y luego de arriba hacia abajo. Se encierran en un círculo los números enteros que están directamente encima de una de las entradas de ventana del representante de clase lateral mínima. 
Por ejemplo, el representante de clase lateral mínima {\displaystyle u=[-5,0,6,9]} se representa mediante el diagrama de ábaco correspondiente en la imagen. Para calcular la longitud del representante a partir del diagrama de ábaco, se suman los números no encerrados en un círculo que son menores que la última entrada encerrada en un círculo en cada columna. En el ejemplo mostrado, esto da {\displaystyle 5+3+0+1=9}.
Otros modelos combinatorios de representantes de clase lateral de longitud mínima para {\displaystyle {\widetilde {S}}_{n}/S_{n}} pueden expresarse en términos de particiones núcleo (particiones enteras en las que ninguna longitud de gancho es divisible por {\displaystyle n}) o particiones acotadas (particiones enteras en las que ninguna parte es mayor que {\displaystyle n-1}). Bajo estas correspondencias, se puede demostrar que el orden débil de Bruhat en {\displaystyle {\widetilde {S}}_{n}/S_{n}} es isomorfo a un cierto subposet del retículo de Young.

### Orden de Bruhat
El orden de Bruhat en {\displaystyle {\widetilde {S}}_{n}} tiene la siguiente realización combinatoria. Si {\displaystyle u} es una permutación afín e {\displaystyle i} y {\displaystyle j} son enteros, se define {\displaystyle u[i,j]} como el número de enteros {\displaystyle a} tales que {\displaystyle a\leq i} y {\displaystyle u(a)\geq j}. Por ejemplo, con {\displaystyle u=[2,0,4]\in {\widetilde {S}}_{3}}, se tiene {\displaystyle u[3,1]=3}: los tres valores relevantes son {\displaystyle a=0,1,3}, que son respectivamente mapeados por {\displaystyle a=0,1,3} a 1, 2 y 4). Entonces, para dos permutaciones afines {\displaystyle u,v}, se tiene que {\displaystyle u\leq v} en el orden de Bruhat si y solo si {\displaystyle u[i,j]\leq v[i,j]} para todos los enteros {\displaystyle i,j}.

### Teoría de representaciones y una correspondencia de Robinson–Schensted afín
En el grupo simétrico finito, la correspondencia de Robinson–Schensted establece una biyección entre el grupo y los pares {\displaystyle (P,Q)} de la tabla de Young estándar de la misma forma. Esta biyección juega un papel central en la combinatoria y la teoría de representaciones del grupo simétrico. Por ejemplo, en el lenguaje de la teoría de Kazhdan–Lusztig, dos permutaciones están en la misma célula izquierda si y solo si sus imágenes bajo Robinson–Schensted tienen la misma tabla {\displaystyle Q}, y en la misma célula derecha si y solo si sus imágenes tienen la misma tabla {\displaystyle P}.
En (Shi, 1986), Jianyi Shi demostró que las células izquierdas de {\displaystyle {\widetilde {S}}_{n}} están indexadas en su lugar por tablóides. En (Shi, 1991), presentó un algoritmo para calcular el tablóide análogo a la tabla {\displaystyle P} para una permutación afín. En (Chmutov, Pylyavskyy y Yudovina, 2018), los autores extendieron el trabajo de Shi para definir una biyección entre {\displaystyle {\widetilde {S}}_{n}} y los tríos {\displaystyle (P,Q,\rho )} consistentes en dos tablóides de la misma forma y un vector de enteros cuyas entradas satisfacen ciertas desigualdades. Su procedimiento utiliza la representación matricial de las permutaciones afines y generaliza la construcción de sombras, introducida en (Viennot, 1977).

## Realizaciones inversas

Alcobas para etiquetadas por permutaciones afines, inversas a la etiquetación anterior.

En algunas situaciones, puede ser útil considerar la acción del grupo simétrico afín sobre {\displaystyle \mathbb {Z} } o sobre alcobas de manera inversa a la descrita anteriormente. Estas realizaciones alternativas se detallan a continuación.
En la acción combinatoria de {\displaystyle {\widetilde {S}}_{n}} sobre {\displaystyle \mathbb {Z} }, el generador {\displaystyle s_{i}} actúa intercambiando los valores {\displaystyle i} e {\displaystyle i+1}. En la acción inversa, en cambio, intercambia las entradas en las posiciones {\displaystyle i} e {\displaystyle i+1}. De manera similar, la acción de una reflexión general consistirá en intercambiar las entradas en las posiciones {\displaystyle j-kn} e {\displaystyle i+kn} para cada {\displaystyle k}, manteniendo fijas todas las entradas en posiciones que no sean congruentes con {\displaystyle i} o {\displaystyle j} módulo {\displaystyle n}.
En la acción geométrica de {\displaystyle {\widetilde {S}}_{n}}, el generador {\displaystyle s_{i}} actúa sobre una alcoba {\displaystyle A} reflejándola a través de uno de los planos que delimitan la alcoba fundamental {\displaystyle A_{0}}. En la acción inversa, en cambio, refleja {\displaystyle A} a través de uno de sus propios planos delimitadores. Desde esta perspectiva, una palabra reducida corresponde a un recorrido de alcobas en el espacio teselado {\displaystyle V}.

## Relación con otros objetos matemáticos
Los grupos simétricos afines están estrechamente relacionados con diversos objetos matemáticos.

### Patrones de malabarismo

El patrón de malabarismo 441 visualizado como un diagrama de arcos: la altura de cada lanzamiento corresponde a la longitud de un arco; los dos colores de los nodos representan las manos izquierda y derecha del malabarista. Este patrón tiene cuatro cruces, que se repiten periódicamente.

Patrón de malabarismo 441.

En (Ehrenborg y Readdy, 1996), se establece una correspondencia entre permutaciones afines y patrones de malabarismo, codificados mediante una versión de la notación siteswap. Aquí, un patrón de malabarismo de período {\displaystyle n} es una secuencia {\displaystyle (a_{1},\ldots ,a_{n})} de números enteros no negativos (sujetos a ciertas restricciones) que describe el comportamiento de las bolas lanzadas por un malabarista. En este contexto, el número {\displaystyle a} indica el tiempo que la {\displaystyle i}-ésima bola permanece en el aire (es decir, la altura del lanzamiento). El número {\displaystyle b} de bolas en el patrón es el promedio {\displaystyle b={\frac {a_{1}+\cdots +a_{n}}{n}}}.
La correspondencia de Ehrenborg–Readdy asocia a cada patrón de malabarismo {\displaystyle {\bf {a}}=(a_{1},\ldots ,a_{n})} del periodo {\displaystyle n} la función {\displaystyle w_{\bf {a}}\colon \mathbb {Z} \to \mathbb {Z} } definida por:
{\displaystyle w_{\bf {a}}(i)=i+a_{i}-b,}
donde los índices de la secuencia {\displaystyle a} se consideran módulo {\displaystyle n}. Bajo esta correspondencia, {\displaystyle w_{\bf {a}}} es una permutación afín en {\displaystyle {\widetilde {S}}_{n}}, y además, toda permutación afín surge de un patrón de malabarismo de esta manera. Bajo esta biyección, la longitud de la permutación afín está codificada por una estadística natural en el patrón de malabarismo:
{\displaystyle \ell (w_{\bf {a}})=(b-1)n-\operatorname {cross} ({\bf {a}}),}
donde {\displaystyle \operatorname {cross} ({\bf {a}})} es el número de cruces (considerando la periodicidad) en el diagrama de arcos de {\displaystyle a}. Esto permite una demostración elemental de la función generatriz de las permutaciones afines por longitud.
Por ejemplo, el patrón de malabarismo 441 tiene {\displaystyle n=3} y {\displaystyle b={\frac {4+4+1}{3}}=3}. Por lo tanto, corresponde a la permutación afín {\displaystyle w_{441}=[1+4-3,2+4-3,3+1-3]=[2,3,1]}. El patrón tiene cuatro intersecciones, y la permutación afín tiene longitud {\displaystyle \ell (w_{441})=(3-1)\cdot 3-4=2}.
Técnicas similares pueden utilizarse para derivar la función generatriz de los representantes de clase lateral mínimos de {\displaystyle {\widetilde {S}}_{n}/S_{n}} en función de su longitud.

### Grupos de reflexión complejos
En un espacio con producto interno real de dimensión finita, una reflexión es una transformación lineal que fija un hiperplano lineal punto por punto y niega el vector ortogonal a dicho hiperplano. Esta noción puede extenderse a espacios vectoriales sobre otros cuerpos. En particular, en un espacio con producto interno complejo, una reflexión es una transformación unitaria {\displaystyle T} de orden finito que fija un hiperplano. Esto implica que los vectores ortogonales al hiperplano son autovectores de {\displaystyle T}, y el autovalor asociado es una raíz de la unidad compleja. Un grupo de reflexión complejo es un grupo finito de transformaciones lineales sobre un espacio vectorial complejo que está generado por reflexiones.
Los grupos de reflexión complejos fueron completamente clasificados por Shephard y Todd (1954): cada grupo de reflexión complejo es isomorfo a un producto de grupos de reflexión complejos irreducibles y todo grupo irreducible pertenece a una familia infinita {\displaystyle G(m,p,n)} (donde {\displaystyle m}, {\displaystyle p} y {\displaystyle n} son enteros positivos tales que {\displaystyle p} divide a {\displaystyle m}) o a uno de los 34 ejemplos (también llamados excepcionales).
El grupo {\displaystyle G(m,1,n)} es conocido como el grupo simétrico generalizado: algebraicamente, es el producto wreath {\displaystyle (\mathbb {Z} /m\mathbb {Z} )\wr S_{n}} del grupo cíclico {\displaystyle \mathbb {Z} /m\mathbb {Z} } con el grupo simétrico {\displaystyle S_{n}}. Concretamente, sus elementos pueden representarse mediante matrices monomiales (matrices que tienen una única entrada no nula en cada fila y columna) cuyas entradas no nulas son raíces {\displaystyle m}-ésimas de la unidad. Los grupos {\displaystyle G(m,p,n)} son subgrupos de {\displaystyle G(m,1,n)}. En particular, el grupo {\displaystyle G(m,m,n)} consiste en aquellas matrices donde el producto de sus entradas no nulas es igual a 1.
En (Shi, 2002), Shi demostró que el grupo simétrico afín es una cubierta genérica de la familia {\displaystyle \left\{G(m,m,n)\colon m\geq 1\right\}} en el siguiente sentido: para cada entero positivo {\displaystyle m}, existe una sobreyectividad {\displaystyle \pi _{m}} de {\displaystyle {\widetilde {S}}_{n}} a {\displaystyle G(m,m,n)} y estas aplicaciones son compatibles con las sobreyecciones naturales {\displaystyle G(m,m,n)\twoheadrightarrow G(p,p,n)} cuando {\displaystyle p\mid m}, al elevar cada entrada a la potencia {\displaystyle m/p} . Además, estas proyecciones respetan la estructura de grupo de reflexión, en el sentido de que la imagen de cada reflexión en {\displaystyle {\widetilde {S}}_{n}} bajo {\displaystyle \pi _{m}} es una reflexión en {\displaystyle G(m,m,n)}. De manera similar, cuando {\displaystyle m>1}, la imagen del elemento de Coxeter estándar {\displaystyle s_{0}\cdot s_{1}\cdots s_{n-1}} en {\displaystyle {\widetilde {S}}_{n}} es un elemento de Coxeter en {\displaystyle G(m,m,n)}.

### Álgebras de Lie afines
Cada grupo de Coxeter afín está asociado a un álgebra de Lie afín, un tipo particular de álgebra no asociativa de dimensión infinita con propiedades notables en teoría de la representación. En esta correspondencia, el grupo de Coxeter aparece como un grupo de simetrías del espacio de raíces del álgebra de Lie (el dual de la subálgebra de Cartan). En la clasificación de las álgebras de Lie afines, la asociada a {\displaystyle {\widetilde {S}}_{n}} es de tipo {\displaystyle A_{n-1}^{(1)}} (sin torsión), con matriz de Cartan {\displaystyle \left[{\begin{array}{rr}2&-2\\-2&2\end{array}}\right]} para {\displaystyle n=2} y 
{\displaystyle \left[{\begin{array}{rrrrrr}2&-1&0&\cdots &0&-1\\-1&2&-1&\cdots &0&0\\0&-1&2&\cdots &0&0\\\vdots &\vdots &\vdots &\ddots &\vdots &\vdots \\0&0&0&\cdots &2&-1\\-1&0&0&\cdots &-1&2\end{array}}\right]}
para {\displaystyle n>2} (una matriz circulante).
Como otras álgebras de Kac–Moody, las álgebras de Lie afines satisfacen la fórmula del carácter de Weyl–Kac, que expresa los caracteres del álgebra en términos de sus pesos más altos. En el caso de las álgebras de Lie afines, las identidades resultantes son equivalentes a las identidades de Macdonald. En particular, para el álgebra de Lie afín de tipo {\displaystyle A_{1}^{(1)}}, asociada al grupo simétrico afín {\displaystyle {\widetilde {S}}_{2}}, la identidad de Macdonald correspondiente es equivalente a la identidad del producto triple de Jacobi.

### Grupo de trenzas y propiedades teóricas de grupos
Los grupos de Coxeter poseen varias propiedades especiales que no comparten todos los grupos. Entre ellas, se encuentra el hecho de que su problema de la palabra es decidible (es decir, existe un algoritmo que puede determinar si un producto dado de los generadores es igual al elemento identidad) y que son grupos lineales (es decir, pueden representarse mediante un grupo de matrices invertibles sobre un campo).
Cada grupo de Coxeter {\displaystyle W} está asociado a un grupo de Artin–Tits {\displaystyle B_{W}}, el cual se define mediante una presentación similar pero omitiendo las relaciones de la forma {\displaystyle s^{2}=1} para cada generador {\displaystyle s}. En particular, el grupo de Artin–Tits asociado al {\displaystyle {\widetilde {S}}_{n}} está generado por {\displaystyle n} elementos {\displaystyle \sigma _{0},\sigma _{1},\ldots ,\sigma _{n-1}} sujetos a las relaciones {\displaystyle \sigma _{i}\sigma _{i+1}\sigma _{i}=\sigma _{i+1}\sigma _{i}\sigma _{i+1}} para {\displaystyle i=0,\ldots ,n-1} (y ninguna otra), donde, como antes, los índices se toman módulo {\displaystyle n} (por lo que {\displaystyle \sigma _{n}=\sigma _{0}}).
Se conjetura que los grupos de Artin–Tits de los grupos de Coxeter tienen muchas propiedades notables: por ejemplo, se cree que son libres de torsión, tienen centro trivial, poseen un problema de la palabra soluble y satisfacen la conjetura {\displaystyle K(\pi ,1)}. Estas conjeturas no se han demostrado para todos los grupos de Artin–Tits, pero en (Charney y Peifer, 2003) se demostró que {\displaystyle B_{{\widetilde {S}}_{n}}} tiene estas propiedades. Posteriormente, se han probado para los grupos de Artin–Tits asociados a los grupos de Coxeter afines. En el caso del grupo simétrico afín, estas demostraciones hacen uso de una estructura de Garside asociada al grupo de Artin–Tits.

Generadores del grupo de Artin–Tits asociado al grupo simétrico afín, representados como trenzas con una hebra fija (para) y como trenzas dibujadas sobre un cilindro (para).

Los grupos de Artin–Tits a veces también se conocen como grupos de trenzas generalizados, ya que el grupo de Artin–Tits {\displaystyle B_{S_{n}}} del grupo simétrico (finito) es el grupo de trenzas con {\displaystyle n} hebras. No todos los grupos de Artin–Tits tienen una representación natural en términos de trenzas geométricas. Sin embargo, el grupo de Artin–Tits del grupo hiperctaédrico {\displaystyle S_{n}^{\pm }} (geométricamente, el grupo de simetría del hipercubo {\displaystyle n}-dimensional; combinatoriamente, el grupo de permutaciones con signo de tamaño {\displaystyle n}) sí tiene tal representación: se describe como el subgrupo del grupo de trenzas con {\displaystyle n+1} hebras formado por aquellas trenzas en las que una hebra en particular termina en la misma posición en la que comenzó, o de manera equivalente, como el grupo de trenzas de {\displaystyle n} hebras en una región anular. Además, el grupo de Artin–Tits del grupo hiperctaédrico {\displaystyle S_{n}^{\pm }} puede escribirse como un producto semidirecto de {\displaystyle B_{{\widetilde {S}}_{n}}} con un grupo cíclico infinito. De esto se deduce que {\displaystyle B_{{\widetilde {S}}_{n}}} puede interpretarse como un cierto subgrupo formado por trenzas geométricas y, además, que es un grupo lineal.

### Grupo simétrico afín extendido
El grupo simétrico afín es un subgrupo del grupo simétrico afín extendido. Este grupo extendido es isomorfo al producto wreath {\displaystyle \mathbb {Z} \wr S_{n}}. Sus elementos son permutaciones afines extendidas: biyecciones {\displaystyle u\colon \mathbb {Z} \to \mathbb {Z} } tales que {\displaystyle u(x+n)=u(x)+n} para todo entero {\displaystyle x}. A diferencia del grupo simétrico afín, el grupo simétrico afín extendido no es un grupo de Coxeter. Sin embargo, tiene un conjunto generador natural que extiende el conjunto generador de Coxeter de {\displaystyle {\widetilde {S}}_{n}}: el operador de desplazamiento {\displaystyle \tau }, cuya notación de ventana es {\displaystyle \tau =[2,3,\ldots ,n,n+1]}. Esto genera el grupo extendido junto con las reflexiones simples, sujetas a las relaciones adicionales {\displaystyle \tau s_{i}\tau ^{-1}=s_{i+1}}.

### Combinatoria de otros grupos de Coxeter afines
La acción geométrica del grupo simétrico afín {\displaystyle {\widetilde {S}}_{n}} lo sitúa naturalmente en la familia de grupos de Coxeter afines, cada uno de los cuales tiene una acción geométrica similar en un espacio afín. La descripción combinatoria de {\displaystyle {\widetilde {S}}_{n}} también se puede extender a muchos de estos grupos. en Eriksson y Eriksson (1998), se proporciona una descripción axiomática de ciertos grupos de permutaciones que actúan sobre {\displaystyle \mathbb {Z} } (los «grupos de George», en honor a George Lusztig), y se demuestra que son exactamente los grupos de Coxeter «clásicos» de tipos finitos y afines A, B, C y D. (En la clasificación de grupos de Coxeter afines, el grupo simétrico afín es de tipo A). Por lo tanto, las interpretaciones combinatorias de descensos, inversiones, etc., se pueden trasladar a estos casos. Además, los modelos de ábaco para los representantes de longitud mínima de los cosets en cocientes parabólicos también se han extendido a este contexto.

## Historia
El estudio de los grupos de Coxeter en general podría decirse que surge por primera vez en la clasificación de los poliedros regulares (los sólidos platónicos) en la Antigua Grecia. El estudio sistemático moderno (que conecta las definiciones algebraicas y geométricas de los grupos de Coxeter finitos y afines) comenzó con la obra de Coxeter en la década de 1930. La descripción combinatoria del grupo simétrico afín aparece por primera vez en el trabajo de Lusztig (1983) y fue ampliada por Shi (1986); ambos autores utilizaron la descripción combinatoria para estudiar las células de Kazhdan–Lusztig de {\displaystyle {\widetilde {S}}_{n}}. La demostración de que la definición combinatoria concuerda con la definición algebraica fue dada por Eriksson y Eriksson (1998).